# Football Club Baník Ostrava 2004-2005
Questa voce raccoglie le informazioni riguardanti il Football Club Baník Ostrava nelle competizioni ufficiali della stagione 2004-2005.

## Rosa
| N. |                       | Ruolo | Calciatore         |
| -- | --------------------- | ----- | ------------------ |
| 1  | Rep. Ceca (bandiera)  | P     | Petr Vašek         |
| 2  | Rep. Ceca (bandiera)  | C     | Radoslav Látal     |
| 3  | Slovacchia (bandiera) | D     | Petr Drozd         |
| 5  | Slovacchia (bandiera) | D     | Maroš Klimpl       |
| 6  | Rep. Ceca (bandiera)  | D     | David Bystroň      |
| 7  | Rep. Ceca (bandiera)  | C     | Martin Čížek       |
| 8  | Rep. Ceca (bandiera)  | C     | Pavel Besta        |
| 9  | Rep. Ceca (bandiera)  | C     | Martin Lukeš       |
| 10 | Rep. Ceca (bandiera)  | C     | Radek Slončík      |
| 11 | Rep. Ceca (bandiera)  | C     | Pavel Zavadil      |
| 12 | Rep. Ceca (bandiera)  | C     | Rostislav Kisa     |
| 13 | Rep. Ceca (bandiera)  | C     | Zdenek Stanek      |
| 14 | Rep. Ceca (bandiera)  | A     | Michal Papadopulos |

| N. |                      | Ruolo | Calciatore        |
| -- | -------------------- | ----- | ----------------- |
| 15 | Rep. Ceca (bandiera) | C     | Josef Hoffmann    |
| 16 | Rep. Ceca (bandiera) | P     | Antonín Buček     |
| 17 | Rep. Ceca (bandiera) | D     | Zdeněk Pospěch    |
| 18 | Rep. Ceca (bandiera) | D     | Josef Dvorník     |
| 19 | Rep. Ceca (bandiera) | C     | Petr Joukl        |
| 20 | Rep. Ceca (bandiera) | C     | Petr Tomašák      |
| 22 | Rep. Ceca (bandiera) | P     | Martin Raška      |
| 23 | Rep. Ceca (bandiera) | A     | Mario Lička       |
| 24 | Rep. Ceca (bandiera) | C     | František Metelka |
| 25 | Rep. Ceca (bandiera) | A     | Petr Tomašák      |
| 26 | Rep. Ceca (bandiera) | A     | Libor Žůrek       |
| 29 | Rep. Ceca (bandiera) | C     | Lukáš Magera      |